# I.V.I. - Industria Vernici Italiane
La I.V.I. acronimo per Industria Vernici Italiane è stata un'azienda chimica italiana specializzata nella produzione di vernici. Nata nel 1919 da un'azienda preesistente, dal 1966 ha operato con il nome di Industrie Vernici Italiane, con cui amministrava una serie di altri stabilimenti. La sua sede principale era a Milano.

## Storia

### 1908 - 1919: origini
Alla fine del XIX secolo, nella zona della Bovisa, con la creazione di una serie di nuovi collegamenti ferroviari, vennero impiantate alcune fabbriche, soprattutto dei comparti tessile, metallurgico/metalmeccanico, e chimico; così, dopo la prima azienda (la Candiani, inaugurata nel 1882) e altre, nacque - il 30 giugno del 1908 - la Ditta Ing. Edoardo Piatti, di Ing. Emilio Clerici & C - Stabilimento Nazionale di Colori e Vernici, fondata dai due omonimi ingegneri e pensata per fornire tinture sia per l'industria tessile che per quella metalmeccanica, utilizzando metodi all'epoca sconosciuti in Italia (il sistema inglese) e prodotti quali la Kruptite, un antiruggine a base di manganese, e plusimon, una vernice a smalto in diversi colori. 
Nel 1911 l'azienda rimase al solo Emilio Clerici, che ne espanse ulteriormente l'attività alla fornitura di smalti e vernici per mezzi pesanti e treni, e la amministrò con il nome originario.

### 1919 - 1945:Industria Vernici Italiane Soc. An. - I.V.I.N.
Nel novembre 1919 vennero compiute due operazioni simultanee: il marchio fu ceduto alla neocostituita Ditta Clerici ing. Emilio e contemporaneamente la Edoardo Piatti chiuse le attività, cedendo - con un ulteriore passaggio - l'intera privativa industriale (stabilimenti, macchinari, e know-how) alla neo costituita "Società Anonima Industria Vernici Italiane" (acronimo "IVIN") di cui Clerici fu presidente.
Gli stabilimenti iniziali in Bovisa vennero lasciati nel 1923, spostandosi - sempre nella medesima area - nella nuova sede di via La Masa 20 (all'epoca una via privata, presso la numerazione 19-21), dove, accanto alla ferrovia, svettava la propria torre al quadrivio della Ghisolfa, presso il cavalcavia della linea delle Ferrovie Nord Milano. La società si occupava essenzialmente della fabbricazione di vernici, smalti e pitture, destinate soprattutto all'industria navale, ferrotranviaria, ai mezzi pesanti (per cui venivano sviluppate miscele grasse e sintetiche ad alta resistenza quali la kruptite), e all'industria automobilistica, rappresentata essenzialmente da Ansaldo e Fiat, per la quale erano prodotte, dal 1933, vernici nitrocellulosiche. Presidente nella prima fase di vita dell'azienda era l'ing. Emilio Clerici, vice presidente Alessandro Buzzi, mentre direttore tecnico era Luigi Albonico.
Nel 1940 l'azienda era espansa sull'intero territorio nazionale, con rappresentanti nelle maggiori città; distribuiva in esclusiva il prodotto "Ripolin", la prima marca di vernice commerciale per uso domestico.

### 1945 - 1966:Industria Vernici Italiane - I.V.I.
Nel 1947 la FIAT entrava come azionista nella società IVI, permettendo la ricostruzione degli stabilimenti - danneggiati dai bombardamenti - e la loro espansione (da 10 000 m² a 70 000 m² di cui 25 000 coperti) e ammodernamento, anche in termini di macchinari; ne assumeva nel 1957 il controllo acquisendo la maggioranza delle azioni. In tale periodo, la IVI si dedicava alla ricerca di smalti a rapida essiccazione, quali lo iviex 4h, molto richiesti nel periodo della ricostruzione, dove occorrevano materiali economici e pratici nell'uso.  
Contemporaneamente, l'azienda mutava la propria denominazione, cancellando l'acronimo IVIN, per sostituirlo con il marchio "I.V.I.". Al fine di promuovere l'utilizzo dei propri prodotti, venivano creati anche dépliant a cura dei pubblicitari dell'epoca (ad esempio, lo studio del grafico Antonio Boggeri creò una pubblicità per mostrare l'effetto dello smalto della IVI nella laccatura del legno). Negli anni cinquanta continuò la ricerca di smalti e vernici per usi anche domestici, con la produzione della "iviolite", uno smalto bianco da parete, facilmente lavabile. 
Nel 1963, pur lasciando stabilimenti e sede operativa a Milano, la sede legale dell'azienda fu portata temporaneamente a Torino e nel 1966 l’IVI incorporò una serie di altre aziende di cui la Fiat si era interessata, quali la Sessa Cantù S.p.A. Nel 1967 la IVI aveva sviluppato una nuova vernice di tipo acrilico, denominata acrivin; l'obiettivo dell'azienda, pur appartenendo al gruppo Fiat, era quello di continuare lo sviluppo e la competitività in settori merceologici diversificati (smalti per l'industria, per l'edilizia, ecc.) in modo da non dover interamente dipendere dal mercato dell'automotive.

### 1966 - 1983:Industrie Vernici Italiane - I.V.I.

#### L'acquisizione della INVES
In quegli anni la Fiat attuava un programma di integrazione aziendale e aggregazione finanziaria di settori legati al ciclo produttivo dell'auto, e il 6 giugno 1966 l'Assemblea straordinaria degli azionisti della IVI stabiliva la fusione dell'azienda con la INVES (Industria Nazionale Vernici e Smalti), impresa milanese del settore chimico , fondata nel 1933 per la produzione di vernici isolanti. L'azienda, già fornitrice dal 1960, assieme a Max Mayer e alla stessa IVI, della Fiat, possedeva una sede di 80 000 m² a Quattordio (Alessandria). Divenendo di fatto una holding di più aziende, la società fu ridenominata "Industrie Vernici Italiane" s.p.a. 
Nello stesso anno, veniva progettato uno stabilimento produttivo a Napoli per i mercati del sud Italia. A questi, si aggiungeva una fabbrica a Buenos Aires per il mercato argentino. Alla fine degli anni sessanta, in occasione dell'autunno caldo legato a rivendicazioni operaie e alla contemporanea crisi dell'industria italiana, la IVI di Milano divenne bersaglio di una serie di attacchi; il 15 ottobre, venne assalita e danneggiata assieme ad altre fabbriche, tra cui Beiersdorf, Essex, Industria Chimica Bracco e Italver.

#### LaIVI Sud
Nel 1971 la Fiat, sfruttando l'area per lo sviluppo industriale di Caserta, terminò attraverso la IVI la costruzione di un nuovo stabilimento a Caivano di Napoli, in località Pascarola; qui la produzione iniziò nel 1973, con una propria ragione sociale distinta dalla IVI: Industria Vernici ed Affini - IVI Sud S.p.A. Si trattava di una sede pensata per fornire smalti e vernici per lo stabilimento I.N.C.A. (Industria Napoletana Costruzioni Autoveicoli Alfa Romeo Alfasud S.p.A.) di Pomigliano d'Arco, dove si assemblava l'Alfasud, che infatti utilizzò (anche) vernici prodotte dalla IVI Sud. Nel 1980 erano operativi reparti per la produzione degli smalti, produzione che si estese ad altri componenti nel corso del decennio, cessando la creazione di mastici e sigillanti a base di nafta solo nel 1992.

#### Gli anni settanta
A quel punto la IVI costituiva una multinazionale con tre sedi in Italia (Quattordio, Milano e Napoli), e una all'estero. Utilizzando le diverse tecnologie e know-how delle sedi, la IVI poteva presentava dei cataloghi estesi a diversi settori: decorazioni per interni, mobili e macchine per ufficio, unità navali, attrezzature aeronautiche, ferrovie, e vernici per autovetture, che venivano prodotte essenzialmente presso Napoli (per lo stabilimento di Caivano) e nello stabilimento madre di Milano Bovisa (per Fiat, Lancia, Autobianchi e Alfa Romeo).
Nel 1973 al settore ricerca e sviluppo viene assunto Enrico Bondi, che lascerà l'incarico due anni dopo, passando alla Snia. Nel corso del decennio, con il comprato in difficoltà a causa dei costi dell'energia e della concorrenza di prodotti a costo minore, anche la IVI entrò in crisi, subendo una serie di ristrutturazioni, operate da parte di alcuni manager inviati da Fiat.
Alla fine degli anni settanta, sebbene il settore chimico fosse in espansione, l'azienda, avendo frenato sulla ricerca e negli investimenti in sviluppo tecnologico e produttivo, si trovava a scontare un'arretratezza difficilmente recuperabile. In Italia, i principali concorrenti erano la Max Meyer, l’Industria vernici italiane, la Duco e la Veneziani Zonca (queste ultime due facenti capo al gruppo Montedison). Allorché, nel 1980, si costituì una holding (Max Meyer - Duco - Mmd), questa di fatto acquisì l'intero mercato, marginalizzando ulteriormente la IVI che, pur partecipata al 70% da Fiat s.p.a. e al 30% da Fidis s.p.a., era in crisi, aggravando la posizione delle altre aziende (Fratelli Borletti s.p.a., Weber s.p.a., Magneti Marelli s.p.a., ecc.) che il gruppo Fiat aveva acquisito e internalizzato negli anni.
Così, già dall'inizio degli anni ottanta, la IVI era considerata fra le aziende che - sul territorio nazionale - si trovavano in una situazione di crisi industriale difficilmente superabile.

### 1983 - 2003: cessione e chiusura
Nel 1983 si realizzò un primo accordo fra Fiat e la filiale italiana della multinazionale americana PPG; la FIAT cedette il 65% delle azioni del gruppo IVI alla PPG, riconoscendo alla stessa la facoltà di acquistare un ulteriore 20% entro dicembre 1988 e la quota restante entro la fine del 1992. Nel 1986 la IVI Sud venne frattanto reincorporata dalla IVI.
Di fatto, la filiale italiana della PPG (PPG Industries Italia S.r.l.) terminò - nel 1994 - l'acquisizione della IVI e delle sue fabbriche in Italia, attraverso una fusione per incorporazione. La produzione continuò inizialmente nelle diverse sedi, anche se il marchio IVI venne progressivamente dismesso. Continuò anche la collaborazione con il gruppo Fiat.
La produzione negli stabilimenti di Quattordio e Caivano proseguì sotto la nuova proprietà con una serie di riconversioni, ma senza più connessione con la IVI, trattandosi di aziende nate indipendenti e poi acquisite (la INVES), oppure create come soggetti esterni e poi incorporate (la IVI Sud).
La IVI di Milano - e la produzione di vernici per auto che era lì concentrata - andò incontro ad un destino diverso. Negli anni novanta, infatti, l'intera area della Bovisa scontava l'arretratezza degli insediamenti (risalenti, nella concezione degli spazi e della logistica, a fine Ottocento - inizio Novecento), e l'impossibilità di aggiornare a costi ragionevoli le strutture e le vie di collegamento. Per questo motivo, progressivamente, i vari imprenditori iniziarono a chiudere le ditte, spostandole altrove. In tale ottica, la PPG optò, per la IVI, per uno stop alle produzioni, essendo peraltro già attrezzata a produrre altrove le tinture per autoveicoli.
Lo stabilimento di Bovisa cessò quindi definitivamente le proprie attività nei primi anni del duemila; alcuni fusti delle vernici residue, prodotte su commissione di Fiat, furono stoccate altrove e, in parte, impiegate negli anni successivi da parte dell'azienda automobilistica.

## Ex stabilimenti
L'area industriale della Bovisa, caratterizzata da infiltrazioni tossiche nel terreno, ha iniziato ad essere demolita nel 2003, con abbattimenti progressivi, estesi ai capannoni delle aziende che via via lasciavano la sede. Gli edifici e la torre della IVI, abbandonati nel 2003, sono stati fra gli ultimi ad essere abbattuti tra il 2003 e il 2004, in un progetto di riqualificazione della zona e di rilancio del sistema ferroviario proseguito poi per anni.

## Influenza culturale
In un tentativo di valorizzare l'uso delle vernici industriali come forma d'arte, già all'inizio degli anni 1980 la I.V.I. promuoveva la "street art", al punto di finanziare anche una mostra al riguardo ed il relativo catalogo.

## Logo
Il logo dell'azienda era costituito dalle lettere maiuscole IVI, incluse in forme geometriche mutate nel corso del tempo.
Negli anni '60, ad esempio, il marchio era costituito dalle lettere IVI raccolte all'interno di una figura quadrata con gli angoli smussati.
Il marchio della Edoardo Piatti del 1908, invece, era estremamente elaborato secondo i canoni dell'epoca: era costituito da un'etichetta rettangolare in cui erano raffigurati, sullo sfondo, degli stabilimenti allineati dai camini fumanti, gru, navi in riparazione, una caldaia, una lampada ad arco, un gazometro e altri simboli anche astratti, a rappresentare le potenzialità del prodotto.